# Котмар
Котмар (нем. Kottmar) — стратовулкан высотой 583 м в Лужицких горах.
Гора — бывший вулкан и состоит преимущественно из фонолита, базальтовой породы.
С 15 марта 1311 года гора принадлежит городу Лёбау. У подножья горы находится один из трёх источников реки Шпре. На горе возведена смотровая башня в соседстве ресторана. В 1960-х годах добровольцы возвели на склоне горы трамплин, который использовался спортивным клубом «BSG Lautex Neugersdorf» из близлежащего Нойгерсдорфа.

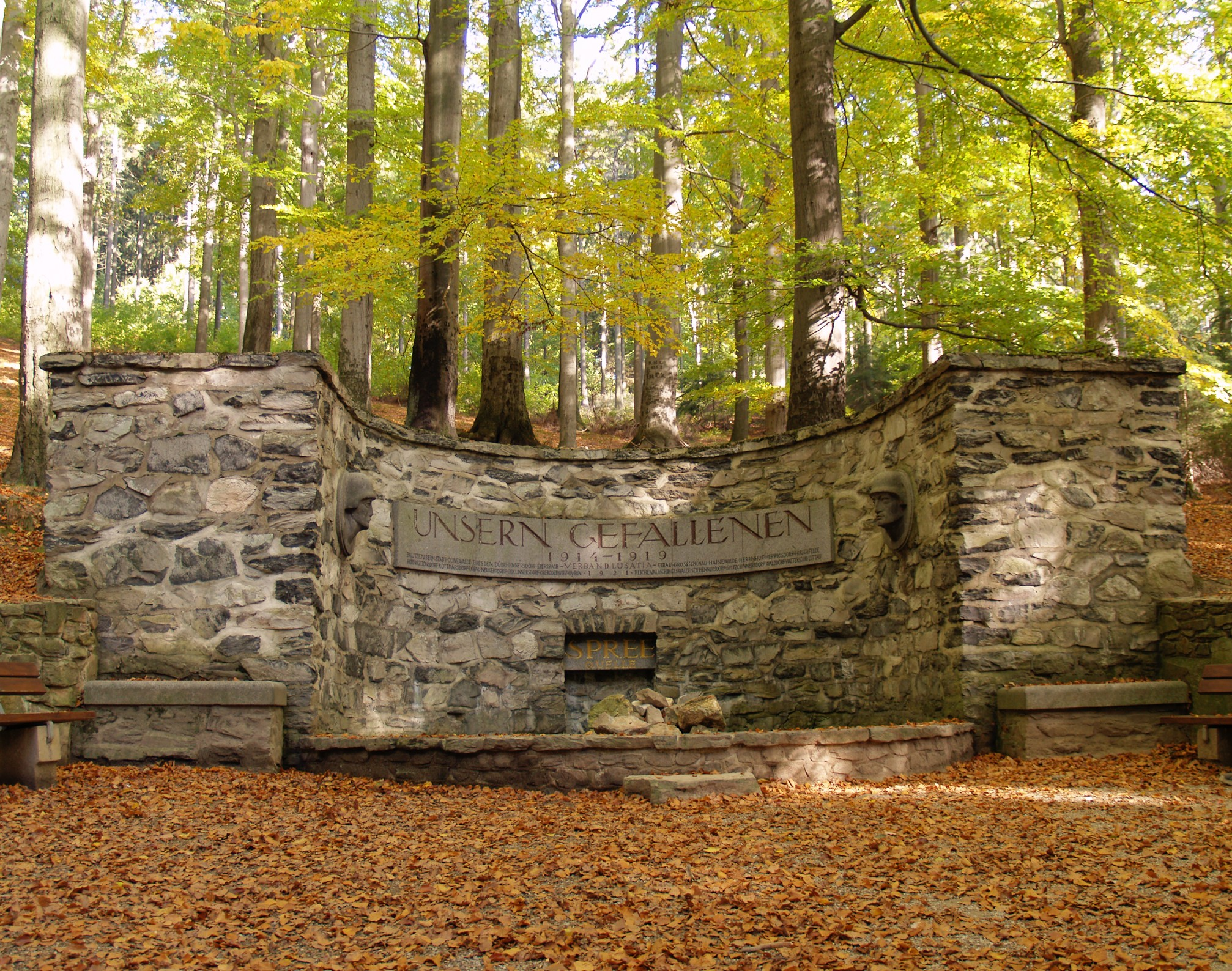
источник реки Шпре